# Kanton Lons-le-Saunier-2
Der Kanton Lons-le-Saunier-2 ist ein französischer Wahlkreis im Département Jura in der Region Bourgogne-Franche-Comté. Er umfasst einen Teilbereich der Stadt Lons-le-Saunier und elf weitere Gemeinden im Arrondissement Lons-le-Saunier. Bei der landesweiten Neuordnung der französischen Kantone wurde er 2015 neu geschaffen mit Lons-le-Saunier als Hauptort (frz.: bureau centralisateur).

## Gemeinden
Der Kanton besteht aus zwölf Gemeinden und Gemeindeteilen mit insgesamt 14.383 Einwohnern (Stand: 1. Januar 2022) auf einer Gesamtfläche von 56,30 km²:
| Gemeinde                 | Einwohner 1. Januar 2022 | Fläche km² | Dichte Einw./km² | Code INSEE | Postleitzahl |
| ------------------------ | ------------------------ | ---------- | ---------------- | ---------- | ------------ |
| Bornay                   | 182                      | 6,76       | 27               | 39066      | 39570        |
| Chilly-le-Vignoble       | 598                      | 3,07       | 195              | 39146      | 39570        |
| Courbouzon               | 584                      | 3,35       | 174              | 39169      | 39570        |
| Frébuans                 | 388                      | 2,65       | 146              | 39241      | 39570        |
| Geruge                   | 189                      | 4,36       | 43               | 39250      | 39570        |
| Gevingey                 | 441                      | 5,90       | 75               | 39251      | 39570        |
| Lons-le-Saunier          | 9.192                    | 4,54       | 2.025            | 39300      | 39000        |
| Macornay                 | 1.027                    | 4,60       | 223              | 39306      | 39570        |
| Messia-sur-Sorne         | 891                      | 2,69       | 331              | 39327      | 39570        |
| Moiron                   | 133                      | 1,85       | 72               | 39334      | 39570        |
| Trenal                   | 471                      | 9,54       | 49               | 39537      | 39570        |
| Vernantois               | 287                      | 6,99       | 41               | 39552      | 39570        |
| Kanton Lons-le-Saunier-2 | 14.383                   | 56,30      | 255              | 3908       | –            |

1. ↑   Nur der östliche Teil der Gemeinde, der Rest gehört zum Kanton Dole-1.

## Veränderungen im Gemeindebestand seit 2015
2017: Fusion Mallerey (Kanton Saint-Amour) und Trenal → Trenal

## Politik
| Vertreter im Departementrat | Vertreter im Departementrat          | Vertreter im Departementrat |
| Amtszeit                    | Namen                                | Partei                      |
| --------------------------- | ------------------------------------ | --------------------------- |
| 2015–2021                   | Annie Audier Cyrille Brero           | DVD LR                      |
| 2021–                       | Yoanna Wancauwenberghe Cyrille Brero | DVD LR                      |